# Кристальдо, Луис
Луи́с Э́ктор Криста́льдо Руи́с Ди́ас (исп. Luis Héctor Cristaldo Ruiz Díaz; род. 31 августа 1969[…], Ибаррета, Формоса) — боливийский футболист. Выступал на позициях защитника и опорного полузащитника. В составе сборной Боливии принимал участие в чемпионате мира 1994 года.

## Карьера
Родился в Аргентине. В возрасте 15 лет переехал в Санта-Крус, Боливия, где занимался в Академии Тахуичи. В 18 лет дебютировал в чемпионате Боливии. С 1990 по 1998 год выступал за «Ориенте Петролеро» и «Боливар», в составе которых выиграл четыре национальных титула.
В 1994 году на правах аренды выступал за аргентинский «Текстиль Мандию» из Корриентеса, который в то время возглавлял Диего Марадона.
В 1998 году перешёл в хихонский «Спортинг», но в его составе закрепиться не смог, после чего перешёл в парагвайский «Серро Портеньо».
В 2001 году вернулся в Боливию, на протяжении шести лет выступал за «Стронгест». Затем вновь играл за «Ориенте Петролеро».

## Сборная
В 1987 году выступал за юношескую сборную Боливии на чемпионате мира 1987.
С 1989 по 2005 год провёл 93 матча за первую сборную Боливии. Провёл два матча на чемпионате мира в США в 1994 году.

## Достижения
Ориенте Петролеро
- Чемпион Боливии: 1990

Боливар
- Чемпион Боливии: 1994, 1996, 1997

Стронгест
- Чемпион Боливии: 2003 (апертура), 2003 (клаусура), 2004 (клаусура)